# Interventionnisme militaire
Pour l’article homonyme, voir Interventionnisme.
On parle d'interventionnisme dans un conflit quand un État ou une organisation supranationale intervient de manière proactive dans un conflit entre deux autres parties, dans un conflit interne d'un autre État, ou dans le cadre de situations dites « d'urgence » (on parle alors d'ingérence humanitaire).   
Par exemple, les interventions militaires des États-Unis dans le monde sont nombreuses, mais également les interventions de l'ONU depuis les années 1990.  

## Limites
L'interventionnisme politique bute sur les limites de la souveraineté de l'État et sur la souveraineté des autres États. Il s'agit ici de trouver le bon équilibre entre l'unilatéralisme et le multilatéralisme. 